# Evangelische Kirche Bad Lippspringe

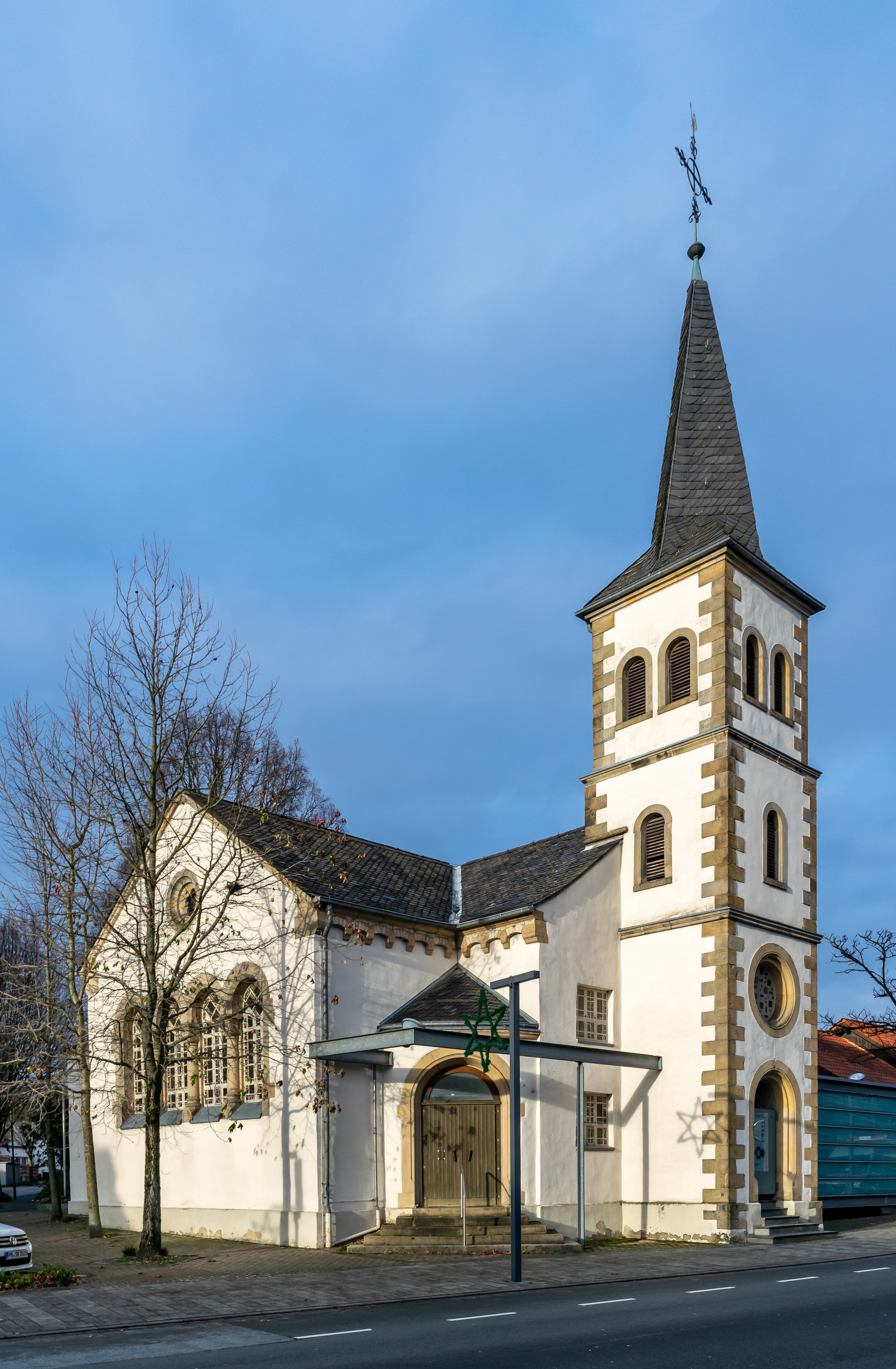
Bad Lippspringe, Evangelische Kirche

Die Evangelische Kirche  ist ein evangelisches Kirchenbauwerk in der Stadt Bad Lippspringe im Kreis Paderborn in Westfalen. Sie gehört dem Kirchenkreis Paderborn der Evangelischen Kirche von Westfalen an.

## Geschichte
Die Entstehung einer evangelischen Kirchengemeinde in Bad Lippspringe hängt eng mit der Entwicklung des Heilbads zusammen, die 1832 mit der Entdeckung der Arminius-Quelle einsetzte. Um Kurgäste aus evangelischen Regionen betreuen zu können, wurde 1838 seitens der Gemeinde der Abdinghofkirche im benachbarten Paderborn eine Filialgemeinde gegründet und ein erstes Presbyterium gewählt. Durch private Spenden und einen Zuschuss von 3100 Reichstalern seitens des preußischen Staats konnten eine Schule und ein Kirchenbau errichtet werden, der am 17. Juli 1846 eingeweiht wurde. Diese zunächst einfache Saalkirche erhielt 1859 ihren Kirchturm in den Formen des Rundbogenstils. Ab 1864 erhielt die Gemeinde anstelle der bisher angestellten Hilfsprediger einen eigenen Gemeindepfarrer, gleichzeitig erfolgte auch eine weitere Vergrößerung des Ursprungsbaus. Mit der weiteren Zunahme des Kurbetriebs erfuhr die Kirche 1900 ihren Ausbau zur heutigen kreuzförmigen Gestalt, indem seitliche Querarme angebaut und der Altarraum erweitert wurde. In den 1960er Jahren wurde die Kirche unter Verlust ihrer historistischen Originalausstattung einer umfassenden Modernisierung unterzogen, um schließlich um 2020 eine weitere Auffrischung zu erfahren.